# Noblesse valencienne
 (mai 2025).
La mise en forme du texte ne suit pas les recommandations de Wikipédia : il faut le « wikifier ».
Les points d'amélioration suivants sont les cas les plus fréquents. Le détail des points à revoir est peut-être précisé sur la page de discussion.
- Les titres sont pré-formatés par le logiciel. Ils ne sont ni en capitales, ni en gras.
- Le texte ne doit pas être écrit en capitales (les noms de famille non plus), ni en gras, ni en italique, ni en « petit »…
- Le gras n'est utilisé que pour surligner le titre de l'article dans l'introduction, une seule fois.
- L'italique est rarement utilisé : mots en langue étrangère, titres d'œuvres, noms de bateaux, etc.
- Les citations ne sont pas en italique mais en corps de texte normal. Elles sont entourées par des guillemets français : « et ».
- Les listes à puces sont à éviter, des paragraphes rédigés étant largement préférés. Les tableaux sont à réserver à la présentation de données structurées (résultats, etc.).
- Les appels de note de bas de page (petits chiffres en exposant, introduits par l'outil «  Source ») sont à placer entre la fin de phrase et le point final[comme ça].
- Les liens internes (vers d'autres articles de Wikipédia) sont à choisir avec parcimonie. Créez des liens vers des articles approfondissant le sujet. Les termes génériques sans rapport avec le sujet sont à éviter, ainsi que les répétitions de liens vers un même terme.
- Les liens externes sont à placer uniquement dans une section « Liens externes », à la fin de l'article. Ces liens sont à choisir avec parcimonie suivant les règles définies. Si un lien sert de source à l'article, son insertion dans le texte est à faire par les notes de bas de page.
- La présentation des références doit suivre les conventions bibliographiques. Il est recommandé d'utiliser les modèles {{Ouvrage}}, {{Chapitre}}, {{Article}}, {{Lien web}} et/ou {{Bibliographie}}. Le mode d'édition visuel peut mettre en forme automatiquement les références.
- Insérer une infobox (cadre d'informations à droite) n'est pas obligatoire pour parachever la mise en page.

Pour une aide détaillée, merci de consulter Aide:Wikification.
Si vous pensez que ces points ont été résolus, vous pouvez retirer ce bandeau et améliorer la mise en forme d'un autre article.
 (mai 2025).
- Si vous ne connaissez pas le sujet, laissez ce bandeau (vous pouvez alors contacter les auteurs).
- Si vous supprimez le contenu mis en cause (vous pouvez préalablement contacter les auteurs),

argumentez précisément cette suppression dans la page de discussion
(un manque de référence n'est pas un argument ; une recherche réelle de référence doit avoir été effectuée, être formellement documentée).
 (janvier 2011).
Si vous disposez d'ouvrages ou d'articles de référence ou si vous connaissez des sites web de qualité traitant du thème abordé ici, merci de compléter l'article en donnant les références utiles à sa vérifiabilité et en les liant à la section « Notes et références ».
La noblesse valencienne (autrement dit du Royaume de Valence, dans la Couronne d'Aragon) s'est formée, comme la plupart de la noblesse espagnole, pendant ou après la Reconquista en la personne de nobles étrangers et de chevaliers venus servir le roi Jacques Ier d'Aragon dans sa croisade contre les Musulmans.
Voici une liste de quelques familles de la noblesse valencienne avec leurs représentants les plus notables :

## Les Borja (Borgia)
L'Histoire veut que Domingo de Borja (père du pape Calixte III et grand-père du pape Alexandre VI) ait été seigneur de La Torre de Canals mais encore une fois un document contemporain de la famille publié bien plus tard en 1806 contredit la légende : Domingo de Borja est décrit dans ce document comme un brave homme, laboureur de Xàtiva.
Une fois Alexandre VI sacré pape et parti en Italie, on italianisa le nom de la famille en Borgia.
Les grands noms de cette famille :
- Calixte III (oncle du suivant)
- Alexandre VI (père des trois suivants)
- César Borgia
- Lucrèce Borgia
- Giovanni Borgia (né Joan de Borja), duc de Gandia
- saint François Borgia (petit-fils du précédent)

## Les Crespí de Valldaura
Pour certains cette famille aurait acquis un niveau social aussi élevé grâce aux premiers Trastamare qui régnèrent sur le Royaume de 1412 à 1516. En effet, le titre de seigneurs de Sumacàrcer leur aurait été donné grâce à leur bravoure au service de la Couronne et cela bien après la Reconquista.
Pour d'autres, les Crespí auraient pour berceau Girone ou le sud de la France et seraient venus participer à la Reconquista aux côtés de l'archevêque de Narbonne. Une fois le royaume crée et conquis, ils s'y établirent en tant que petits propriétaires terriens (le roi leur aurait donné quelques maisons et quelques terres à Valence et à Xàtiva). Au cours du XIVe siècle, ils commencent à monter en grade et à occuper divers postes importants dans le gouvernement de la ville de Valence. Vers la fin du XIVe siècle, Catalina Crespí (héritière de cette famille), épousa un certain Nicolau Valldaura issu quant à lui de la grande bourgeoisie valencienne. Leur fils Guillem Valldaura changea son patronyme par celui de Crespí de Valldaura en 1398, puis, quelques années plus tard, acheta à Isabel Pardo de La Casta la seigneurie de Sumacàrcer.
Les grands noms de cette famille : 
- Luis Crespí de Valldaura (1460 ? - 1522), recteur de l'Université de Valence.
- Diego Crespí de Valldaura, seigneur de Sumacàrcer et de L'Alcúdia de Crespins, décédé à Xàtiva durant la révolte des Germanías.

## Les Carròs
Les Carròs sont de source sûre une des familles de la noblesse valencienne les plus anciennes, déjà mentionnée en 1235 en la personne de Pere Eiximén Carròs. Ce dernier fit partie des cinq capitaines de Berenguer d'Entença (oncle de Jacques Ier d'Aragon) qui se bâtirent contre les maures.
La même année, Pere Eiximén Carròs prit le château de Rebollet et la ville de La Font d'en Carròs qui portera désormais son nom. Le roi chargea son fils, don Berenguer Carròs, de repeupler le village. Ce dernier eut une fille, Serafina Carròs qui épousa Jaime Crespí.
Les grand noms de cette famille :
- Pere Eiximén Carròs
- Francesc Carròs, seigneur de Rebollet et amiral d'Aragon.

## Les Fajardo de Mendoza
Le premier de cette maison à participer à la Reconquista fût Rodrigo Díaz de Mendoza, qui devient le premier Barón de Polop y Benidorm en 1430 de la famille Fajardo de Mendoza.
|      | Holder                                       | Period     |
| ---- | -------------------------------------------- | ---------- |
| I    | Don Rodrigo Díaz de Mendoza                  | †1447      |
| II   | Don Diego Fajardo y Díaz de Mendoza          | †1494      |
| III  | Don Alfonso Fajardo de Mendoza y de Heredia  | †1530      |
| IV   | Don Alfonso Fajardo de Mendoza y de Soto     | 1491 †1562 |
| V    | Don Luis Fajardo de Mendoza y Lisón          | †1593      |
| VI   | Don Pedro Fajardo de Mendoza y Lisón         |            |
| VII  | Don Alonso Fajardo de Mendoza y Fajardo      | †1622      |
| VIII | Don Juan Fajardo de Mendoza y de la Cueva    | 1583 †1622 |
| IX   | Don Alonso Fajardo de Mendoza y de Guzmán    | †1637      |
| X    | Don Diego Fajardo de Mendoza y de Guzmán     | †1643      |
| XI   | Doña Beatriz Fajardo de Mendoza y Guzmán     | 1619 †1678 |
| XII  | Don Gaspar de Puixmarín y Fajardo de Mendoza | 1654 †1687 |

## Les Rocafull
La famille de Rocafull semble avoir pour origine la famille de Roquefeuil-Anduze, originaire du Languedoc, diocèse d'Alais, dont on fait remonter l'origine à l'an 1250. Sa filiation commence à Guillaume de Roquefeuil, qui s'attacha à Jacques Ier d'Aragon, et le suivit à la conquête des royaumes de  Valence et Murcie. Il a deux fils, dont Raimond/Raymond (Ramón), auteur de la branche espagnole, qui prendra le nom de Rocafull et qui obtiendra le titre de comte de Peralada.
Marie de Rocafull est la mère de Raimondo Perellos y Roccafull, 64e Grand Maître de l'Ordre de Malte (1697-1720).
La famille de Rocafull s'éteint avec Guillem-Manuel de Rocafull, comte de Peralada, grand d'Espagne (1701), mort en 1712.